# Diptychophora incisalis
Diptychophora incisalis là một loài bướm đêm trong họ Crambidae.